# Hilda Sjöblom

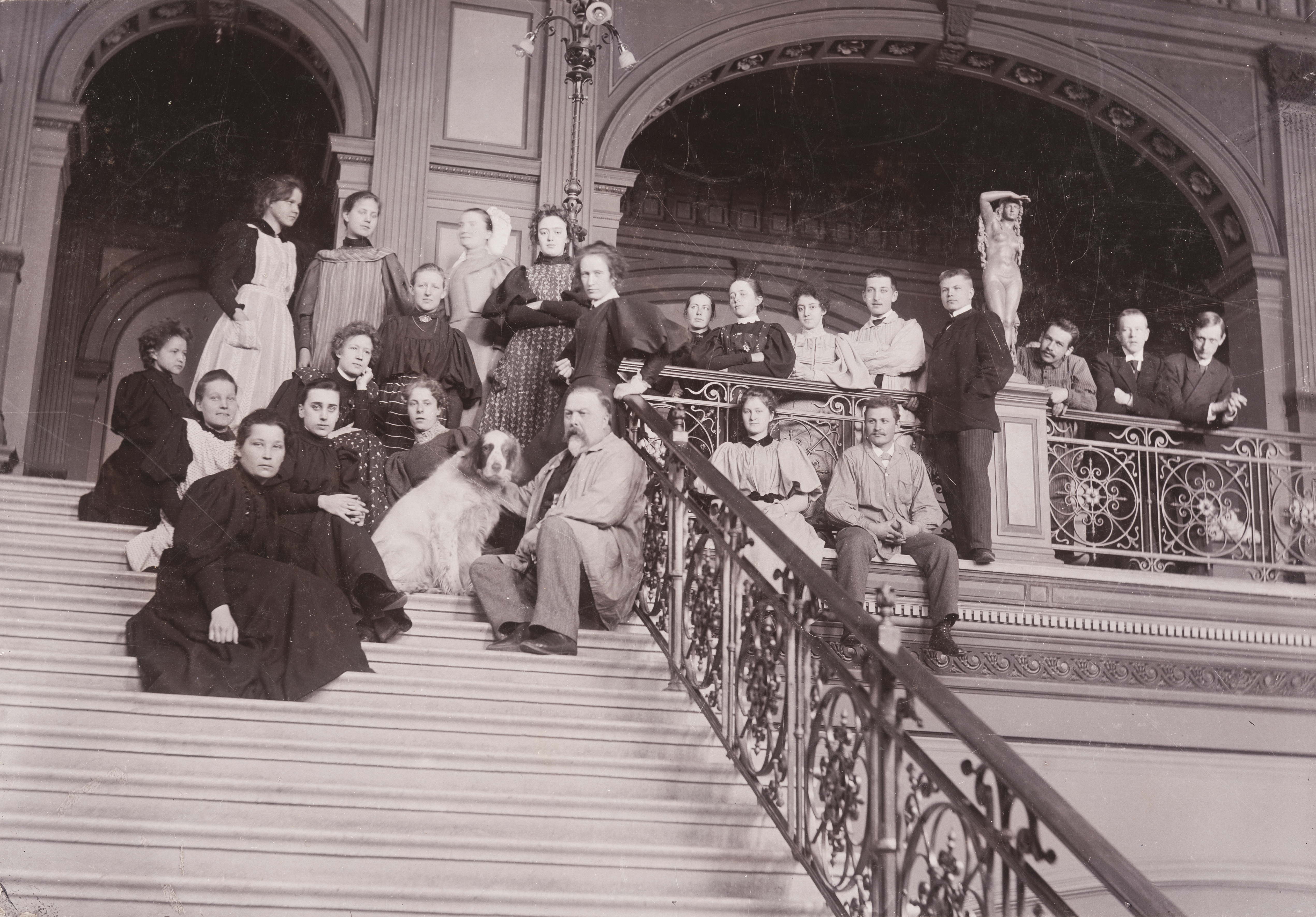
Photographie de Thorsten Waenerberg avec ses étudiants de la Société d'art finlandais, dont Alexandra Löppönen, Ebba Masalin, Maria Nummelin, Maria Boehm, Tyra Malmström, Alexander Barkoff, Bruno Hahl, Mikael Strandman, Lydia Bäckström, Agnes Leidenius, Elsa Lövegren, Olga Gummerus, Hanna Hirn, Axel Haartman, Juho Kustaa Kyyhkynen, Hanna Frelander, Hilja Finne, Hilda Sjöblom, Hilda Flodin, Gabriel Engberg, Ester Helenius, Siri Järnefelt et Thorsten Waenerberg, en 1896.

Hilda Sofia Sjöblom, née le 31 août 1873 à Helsinki et décédée le 26 mars 1968, est une artiste peintre finlandaise.

## Biographie
Hilda Sjöblom étudie à l'école de dessin de la Société des arts finlandais, et cela à différentes périodes en 1887, puis de 1892 à 1898. 
Elle travaille également comme infirmière. En 1899, elle obtient la deuxième place du Prix Ducat,. L’artiste utilise principalement la peinture sur toile.
En 1940, Hilda Sjöblom réalise un voyage à l’étranger, avant de se concentrer sur la création de bijoux dans le style Art nouveau.